# Černá Řeka
Černá Řeka (německy Sophienthal) je malá vesnice, část městyse Klenčí pod Čerchovem v okrese Domažlice v Plzeňském kraji. Nachází se asi pět kilometrů jihozápadně od Klenčí pod Čerchovem, respektive čtyři kilometry severně od hory Čerchov, nejvyššího bodu Českého lesa. Vesnice se nachází v nadmořské výšce zhruba 635 metrů. Je zde evidováno 23 adres. V roce 2011 zde trvale žilo 49 obyvatel.
Černá Řeka leží v katastrálním území Jindřichova Hora o výměře 3,82 km².

## Historie
První písemná zmínka o vesnici pochází z roku 1795. Dne 28. září 1938 byl  přestřelce s ordnery poblíž vsi zabit příslušník Stráže obrany státu Josef Röhrich.

## Obyvatelstvo
Při sčítání lidu v roce 1921 zde žilo 224 obyvatel, z toho 217 obyvatel německé národnosti, šest Čechoslováků a dva cizozemci. Všichni obyvatelé se hlásili k římskokatolické církvi.
| Rok            | 1869 | 1880 | 1890 | 1900 | 1910 | 1921 | 1930 | 1950 | 1961 | 1970 | 1980 | 1991 | 2001 | 2011 | 2021 |
| -------------- | ---- | ---- | ---- | ---- | ---- | ---- | ---- | ---- | ---- | ---- | ---- | ---- | ---- | ---- | ---- |
| Počet obyvatel | 386  | 356  | 308  | 292  | 254  | 224  | 222  | 74   | 40   | 48   | 52   | 54   | 56   | 49   | 43   |
| Počet domů     | 32   | 27   | 33   | 28   | 26   | 26   | 31   | 21   | 24   | 14   | 13   | 17   | 17   | 18   | 17   |

## Obecní správa
Při sčítání lidu v letech 1850–1951 Černá Řeka byla osadou obce Lísková v okrese Domažlice. V letech 1952–1980 byla samostatnou obcí v okrese Domažlice. Od 1. července 1980 je částí městyse Klenčí pod Čerchovem v okrese Domažlice. V letech 1952–1980 k obci patřila Jindřichova Hora.

## Další fotografie

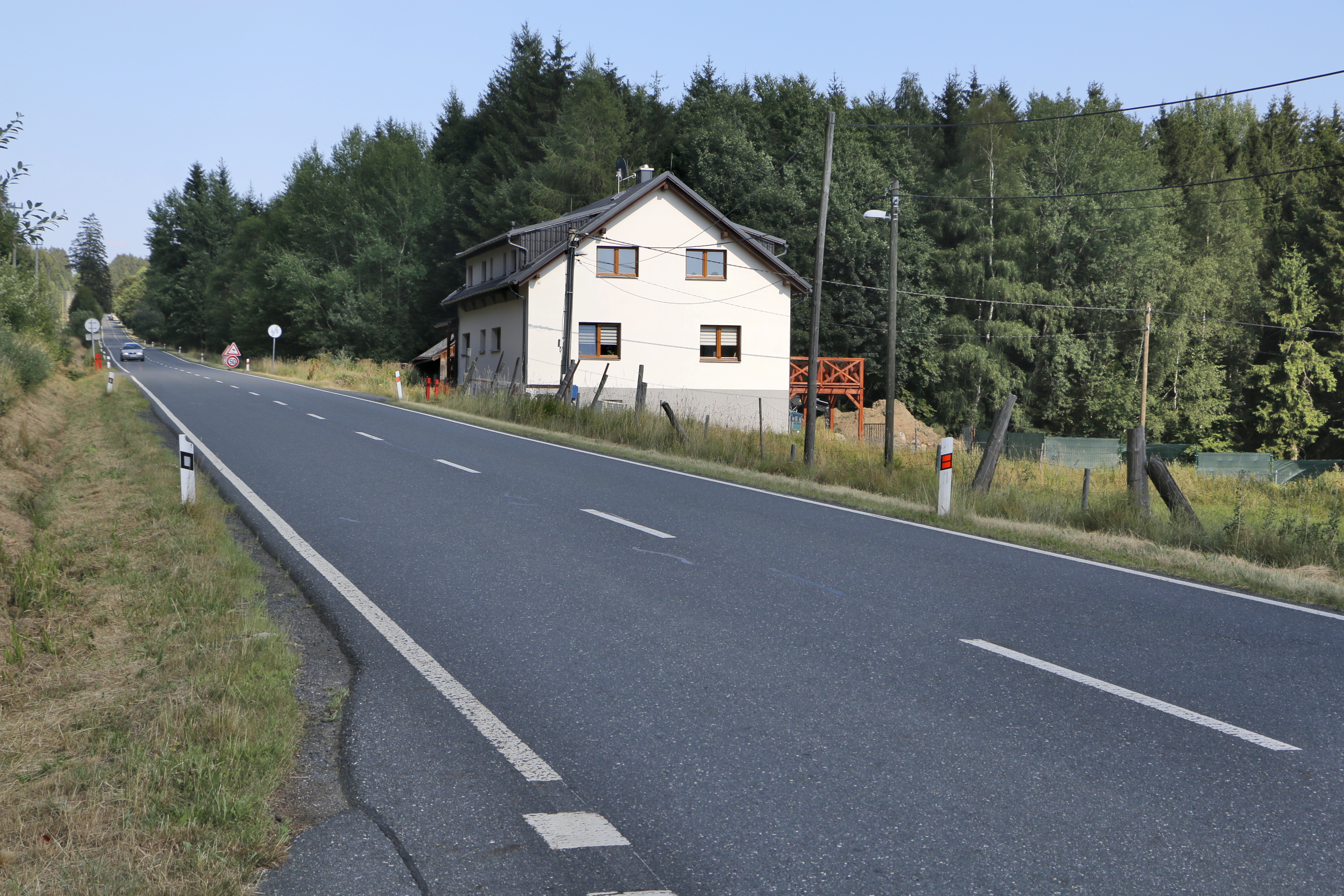
Silnice II. třídy 189
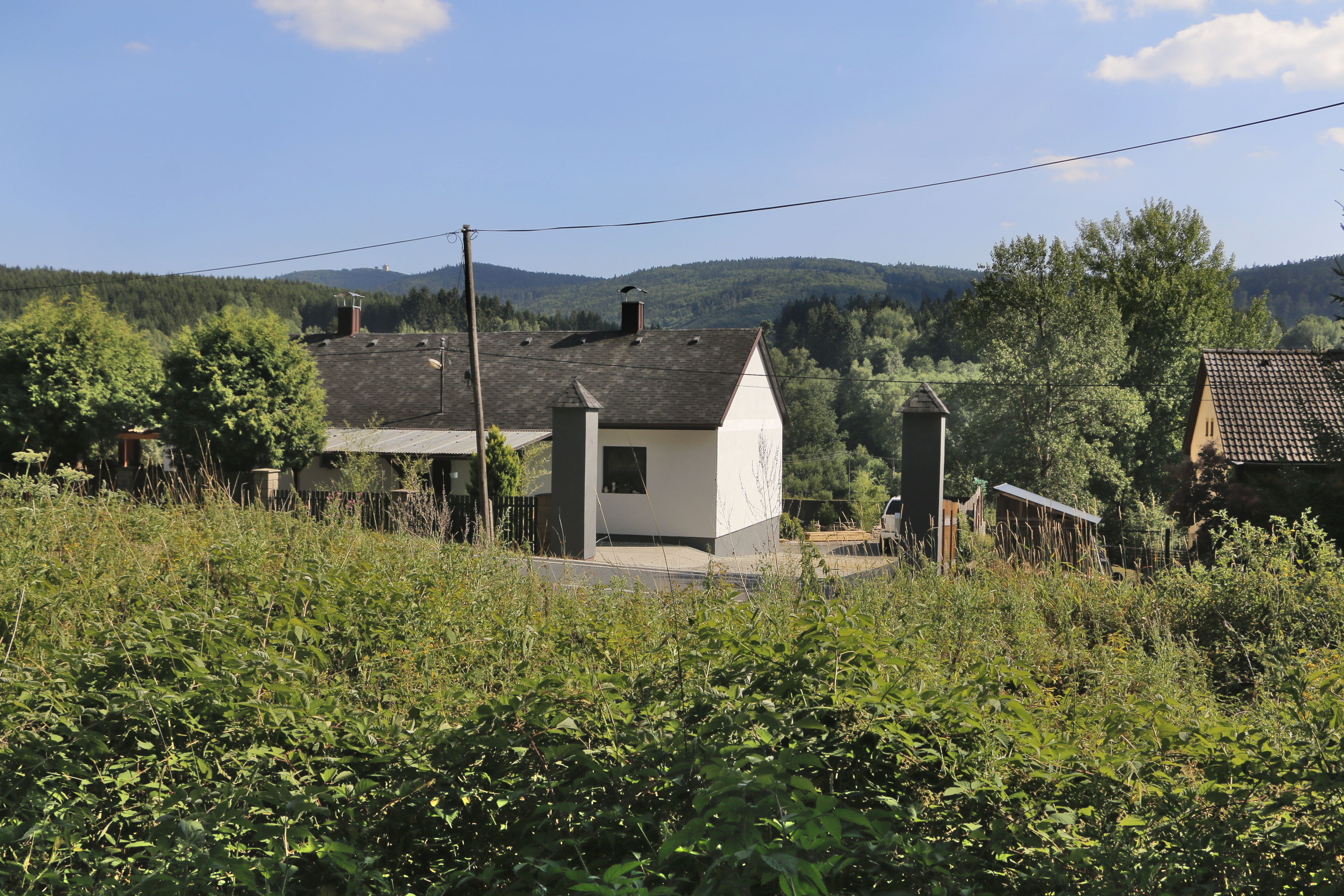
Domy u silnice
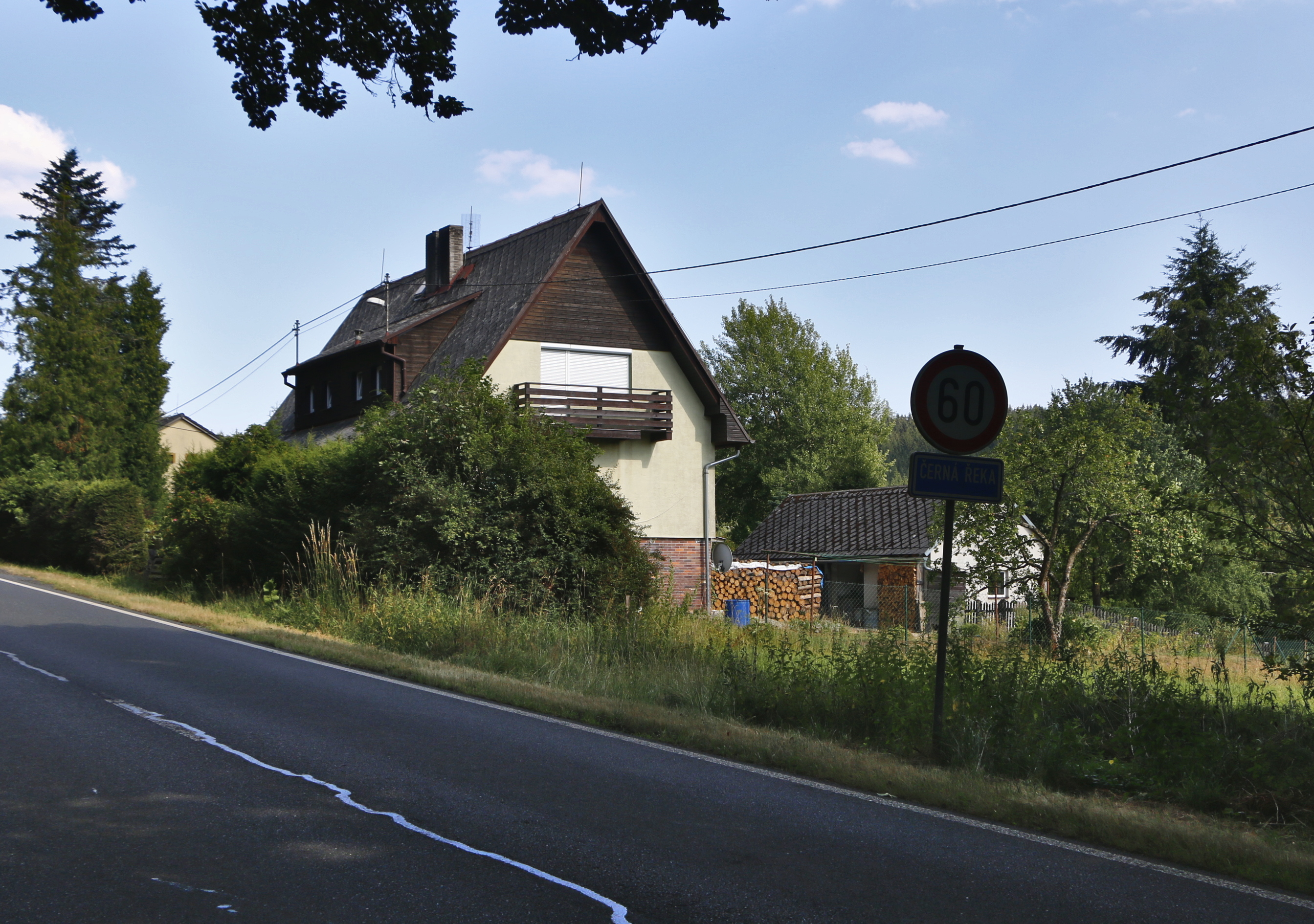
Západní konec vesnice
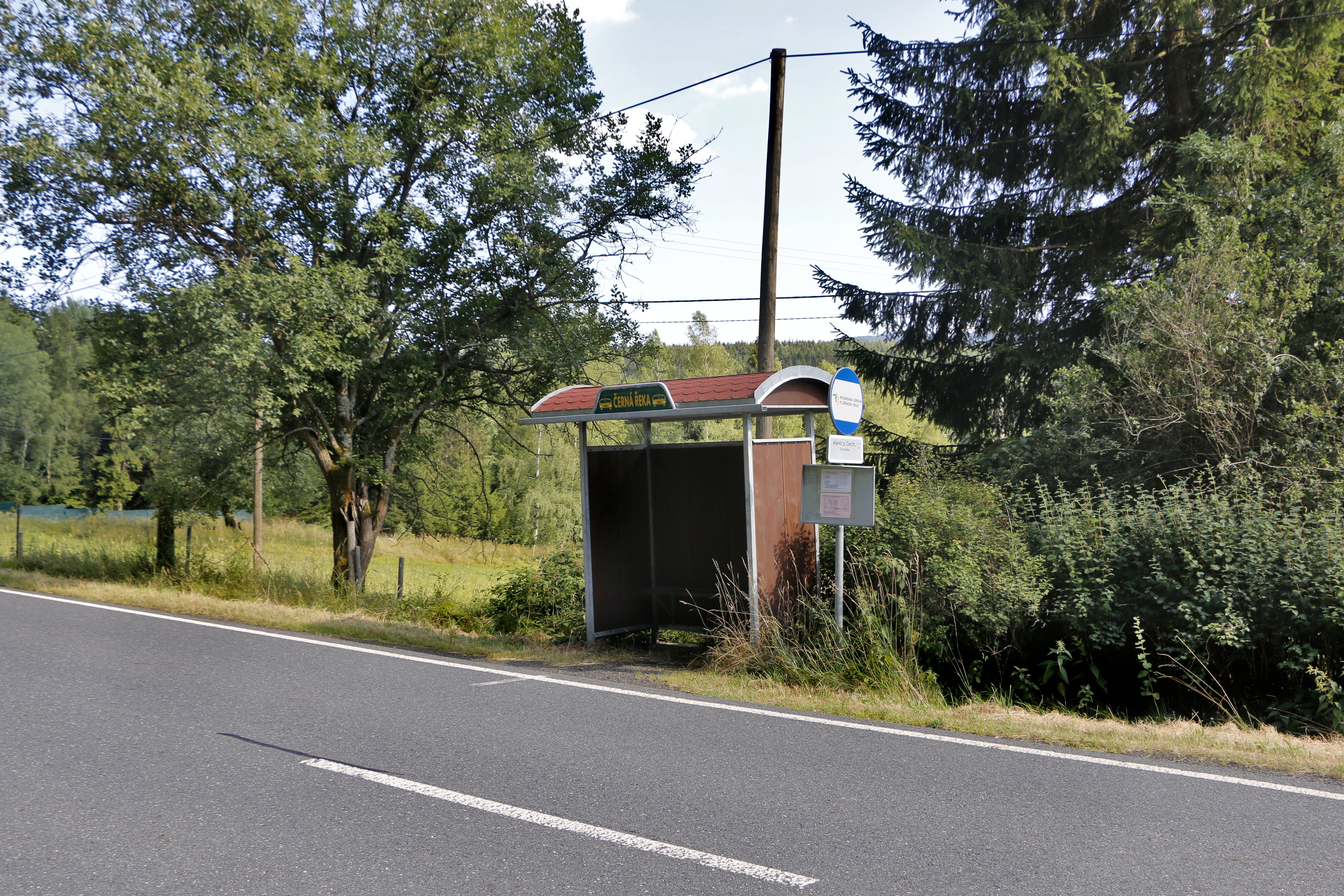
Autobusová zastávka